# Trichosanthes hylonoma
Trichosanthes hylonoma är en gurkväxtart som beskrevs av Hand.-mazz. Trichosanthes hylonoma ingår i släktet Trichosanthes och familjen gurkväxter. Inga underarter finns listade i Catalogue of Life.